# Al-Mahsana Chafsa
Al-Mahsana Chafsa (arab. المحسنة خفسة) – miejscowość w Syrii, w muhafazie Aleppo. W 2004 roku liczyła 2302 mieszkańców.